# Восель-э-Бефкур
Восель-э-Бефку́р (фр. Vaucelles-et-Beffecourt) — коммуна во Франции, находится в регионе Пикардия. Департамент коммуны — Эна. Входит в состав кантона Лан-1. Округ коммуны — Лан.
Код INSEE коммуны — 02765.

## Население
Население коммуны на 2010 год составляло 210 человек.
| 1962 | 1968 | 1975 | 1982 | 1990 | 1999 | 2010 |
| ---- | ---- | ---- | ---- | ---- | ---- | ---- |
| 142  | 146  | 157  | 197  | 213  | 195  | 210  |

## Экономика
В 2010 году среди 151 человека трудоспособного возраста (15—64 лет) 100 были экономически активными, 51 — неактивными (показатель активности — 66,2 %, в 1999 году было 77,5 %). Из 100 активных жителей работали 92 человека (49 мужчин и 43 женщины), безработных было 8 (4 мужчины и 4 женщины). Среди 51 неактивных 13 человек были учениками или студентами, 25 — пенсионерами, 13 были неактивными по другим причинам.